# سیارک ۳۹۳۸
سیارک ۳۹۳۸ (به انگلیسی: 3938 Chapront، نامگذاری:1949PL) سه هزار و نهصد و سی و هشتمین سیارک کشف شده‌است که در ۲ اوت ۱۹۴۹ و در هایدلبرگ کشف شد.
قدر مطلق سیارک برابر ۱۳٫۳۰ است.